# معدن الأحسن
معدن الأحسن للذهب أحد مواقع التعدين الواقعة في إقليم اليمامة وسط السعودية، والتي بلغت ذروة نشاطها في العصر العباسي.

## الوصف
أحسن على وزن أفعل٬ وهو موضع أو قرية من قرى اليمامة يقال لها معدن الأحسن٬ وقيل هي قرية من أعمال المدينة. قال الأصفهاني: «وهي من عمل المدينة٬ أو بين عمل المدينة إلى اليمامة٬ تخالط لعمل اليمامة». معدن الأحسن هو معدن ذهب لبني أبي بكر بن كلاب٬ وهذا الموقع به معدن فضة.

## الموقع
قال النوفلي فيما رواه عنه ياقوت : قوله: (يكتنف ضرية جبلان يقال لأحدهما وسط وللآخر الأحسن وبه معدن فضة) أما الحربي فيذكر أن به منبرًا تقام فيه صلاة الجمعة, مما يدل على أنه كان في أواخر القرن الثالث قرية مأهولة بالسكان. مما سبق يتضح أن هذه المنجم يقع في عالية نجد , السعودية على مقربة من مدينة عفيف , حيث لا تزال آثار التعدين في هذا الموقع بارزة و واضحة للعيان .